# میخاو لشنی
میخاو لِشِنی (لهستانی: Michał Lesień؛ زادهٔ ۲۴ دسامبر ۱۹۷۴) بازیگر اهل لهستان است.
از فیلم‌ها یا مجموعه‌های تلویزیونی که وی در آن‌ها نقش داشته‌است، می‌توان به رنگ‌های خوشبختی، کلبه جنگلی، طایفه، یولیا، پدر متیو، کارآگاهان جنایی، ع چون عشق، در خوشی و سختی، پرستار کودک، عشق اول، در خیابان سپولنی، جهان به روایت خانواده کیپسکی و اجاره‌نشین‌ها اشاره نمود.